# Intercorp Financial Services Inc.
Intercorp Financial Services es un holding de servicios financieros peruano que comparte el accionariado de Interbank (Banco Internacional del Perú) e Interseguro.
Fue creado en 2006 cuando Intercorp decidió unir el patrimonio del banco con la aseguradora.

## Historia
IFS es creada en 2006 e incorporada en Panamá tras una restrucuturación de IFH (Intercorp) realizada con la finalidad de crear una holding dedicada a la gestión de las participaciones de IFH en la industria peruana de servicios financieros. A pesar de haber sido constituida en Panamá, IFH realiza sus actividades de negocio exclusivamente en el Perú.

## Subsidiarias

### Interbank
Interbank es un banco que ofrece productos y servicios bancarios generales. Es el segundo más grande proveedor de préstamos de consumo en el Perú. En el 2008, Interbank tenía una participación en el mercado del 20.2%. Adicionalmente, era también proveedor líder de financiamiento mediante tarjeta de crédito en el Perú, con una participación en el mercado de 20.1%.
Interbank atiende a través de 207 tiendas y 1,400 cajeros automáticos distribuidos por todo el Perú, y cuenta con un millón cuatrocientos mil clientes minoristas y comerciales.

### Interseguro
Interseguro es una compañía de seguros de primer orden que brinda productos de renta vitalicia y seguros de vida individual, de invalidez y pensión de supervivencia, y el Seguro Obligatorio de Accidentes de Tránsito (SOAT). Interseguro a 2007 ocupaba el primer lugar en productos de renta vitalicia con una participación en el mercado 22.8% de todas las primas por pólizas de renta vitalicia, 13.6% en seguros de vida y 6.3% en total de seguros.